# Erica borboniifolia
Erica borboniifolia är en ljungväxtart som beskrevs av Richard Anthony Salisbury. Erica borboniifolia ingår i släktet klockljungssläktet, och familjen ljungväxter. Inga underarter finns listade i Catalogue of Life.